# Filotas (padre de Parmenión)
Filotas (en griego Φιλώτας / Philôtas') fue un macedonio  del siglo IV a. C., padre de Parmenión, el general de Filipo II y de su hijo Alejandro Magno. Tuvo otros dos hijos, Asandro y Agatón.